# Episodi di Only Murders in the Building (terza stagione)
La terza stagione della serie televisiva Only Murders in the Building, composta da dieci episodi, è stata pubblicata dall'8 agosto al 3 ottobre 2023, sul servizio di video on demand Hulu negli Stati Uniti.
In Italia è stata pubblicata in contemporanea su Disney+, come Star Original.
Il cast principale di questa stagione è composto da Steve Martin, Martin Short, Selena Gomez e Michael Cyril Creighton.
| nº | Titolo originale  | Titolo italiano         | Pubblicazione     |
| -- | ----------------- | ----------------------- | ----------------- |
| 1  | The Show Must...  | Lo spettacolo deve...   | 8 agosto 2023     |
| 2  | The Beat Goes On  | Il battito non si ferma | 8 agosto 2023     |
| 3  | Grab Your Hankies | Preparate i fazzoletti  | 15 agosto 2023    |
| 4  | The White Room    | La stanza bianca        | 22 agosto 2023    |
| 5  | Ah, Love!         | Ah, l'amore!            | 29 agosto 2023    |
| 6  | Ghost Light       | Luce fantasma           | 5 settembre 2023  |
| 7  | CoBro             | Cobro                   | 12 settembre 2023 |
| 8  | Sitzprobe         | Prova all'italiana      | 19 settembre 2023 |
| 9  | Thirty            | Trenta                  | 26 settembre 2023 |
| 10 | Opening Night     | Si va in scena          | 3 ottobre 2023    |

## Lo spettacolo deve...
- Titolo originale: The Show Must
- Diretto da: John Hoffman
- Scritto da: John Hoffman e Sas Goldberg

### Trama
Durante un'audizione per il giallo di Oliver, Death Rattle, un'attrice in difficoltà di nome Loretta Durkin lo stupisce con la sua interpretazione. Quattro mesi dopo, durante la lettura della commedia, il cast e la troupe si incontrano per la prima volta inclusi Howard come assistente di Oliver, Charles in un ruolo secondario e Ben Glenroy nel ruolo principale. Loretta non riesce a pronunciare le sue battute in modo convincente, quindi Ben esorta Oliver a licenziarla, ma quest'ultimo è invece convinto del talento di Loretta. Al giorno d'oggi, Ben viene dichiarato morto dalle autorità dopo essere crollato sul palco. All'after-party programmato per lo spettacolo, Mabel ipotizza che Ben sia stato avvelenato e propone a Oliver un nuovo podcast. Alla festa appare un Ben rianimato, che attribuisce la sua morte clinica ad un'intossicazione alimentare. Si scusa falsamente con il cast e la troupe per il suo comportamento arrogante degli ultimi mesi, ma insulta di nuovo velatamente Loretta. Successivamente, Mabel rivela a Charles e Oliver che sua zia ha venduto il suo appartamento e che quindi dovrà lasciare l'Arconia tra un mese. Mentre i tre prendono l'ascensore, il cadavere di Ben si schianta improvvisamente davanti a loro.
- Guest star: Gerald Caesar (Ty Wessex), Allison Guinn (K. T. Knoblauer), Linda Emond (Donna DeMeo), Jackie Hoffman (Uma Heller), Lisa Kron (direttrice del casting), Ashley Park (Kimber Min), Andrea Martin (Joy Payne), Don Darryl Rivera (Bobo Malone), Jeremy Shamos (Dickie Glenroy), Jason Veasey (Jonathan Bridgecroft), Wesley Taylor (Clifford "Cliff" DeMeo), Jesse Williams (Tobert).

## Il battito non si ferma
- Titolo originale: The Beat Goes On
- Diretto da: John Hoffman
- Scritto da: Ben Smith e Joshua Allen Griffith

### Trama
Al funerale di Ben, Mabel e Charles incontrano Gregg, che afferma di aver lavorato per Ben come guardia di sicurezza. Gregg si rivela invece essere un fan ossessionato da Ben e li rapisce. Sotto la custodia di Gregg, Mabel dice a Charles che l'omicidio di Ben è personale per lei perché uno dei suoi spettacoli l'ha aiutata a superare la morte di suo padre, mentre Charles rivela che la tensione tra lui e Ben derivava da quando involontariamente aveva fatto licenziare Ben da Brazzos anni prima. Gregg intende torturare i due per far loro confessare l'omicidio di Ben, ma il detective Biswas arriva con la polizia e lo arresta come assassino di Ben. Mabel teorizza che Gregg non avrebbe potuto commettere l'omicidio, dal momento che egli aveva il fazzoletto di Ben dallo spettacolo, sebbene il corpo fosse stato trovato con in mano esattamente lo stesso. Lei e Charles, malgrado la riluttanza al proposito di Oliver, decidono di iniziare un terzo podcast per trovare il vero assassino di Ben. A seguito di un lieve infarto subìto dopo aver incontrato un critico che stava progettando di stroncare la sua opera, Oliver trova l'ispirazione di trasformare lo spettacolo in un musical.
- Guest star: Ryan Broussard (Will Putnam), Noma Dumezweni (Maxine Spear), Gerald Caesar (Ty Wessex), Allison Guinn (K. T. Knoblauer), Jackie Hoffman (Uma Heller), Ashley Park (Kimber Min), Adrian Martinez (Gregg Rivera), Don Darryl Rivera (Bobo Malone).

## Preparate i fazzoletti
- Titolo originale: Grab Your Hankies
- Diretto da: Adam Shankman
- Scritto da: Matteo Borghese e Rob Turbovsky

### Trama
Charles tenta di scoprire quale membro del cast abbia perso il fazzoletto, credendo che tale membro coincida con l'assassino. Allo stesso tempo, Mabel si reca nell'appartamento di Ben alla ricerca di ulteriori indizi e incontra Tobert, il documentarista di Ben. Sono costretti a nascondersi quando Dickie, fratello e manager di Ben, entra nell'appartamento, durante il quale Tobert rivela che intende fare un documentario sull'omicidio di Ben e che ha delle riprese di Ben prima che crollasse sul palco. Nel frattempo, Loretta dice a Oliver che ha un ruolo in una serie televisiva a Los Angeles, le cui riprese inizieranno la prossima settimana. Non volendo perderla, Oliver le ricorda che è sotto contratto, ma in seguito accetta di lasciarla andare se canta la ninna nanna del suo personaggio ai produttori, Donna e Cliff. La sua performance li convince a finanziare il musical, quindi Loretta decide di restare nello spettacolo e lei e Oliver si baciano. Tobert mostra a Mabel il filmato in cui Ben parla con qualcuno fuori campo nel suo camerino. Allo stesso tempo, Charles scopre che Kimber, l'attrice che interpreta l'interesse amoroso di Ben, ha perso il suo fazzoletto.
- Guest star: Gerald Caesar (Ty Wessex), Ashley Park (Kimber Min), Linda Emond (Donna DeMeo), Don Darryl Rivera (Bobo Malone), Jeremy Shamos (Dickie Glenroy), Jason Veasey (Jonathan Bridgecroft), Wesley Taylor (Clifford "Cliff" DeMeo), Jesse Williams (Tobert).

## La stanza bianca
- Titolo originale: The White Room
- Diretto da: Adam Shankman
- Scritto da: J. J. Philbin

### Trama
Il trio sospetta che Kimber abbia ucciso Ben a causa di una relazione andata storta tra loro. Tuttavia, Mabel apprende da Kimber che voleva solo che Ben promuovesse i suoi prodotti di bellezza, ma lui si è tirato indietro all'ultimo minuto, facendola arrabbiare spingendola a vendere il suo fazzoletto. Rivela anche che Ben era arrabbiato la sera dell'inaugurazione per un segno rosso sul viso finché qualcuno nel suo camerino non lo ha riparato. Charles e Oliver irrompono nel camerino di Ben, trovando "Fucking Pig" scritto sul suo specchio con il rossetto. Più tardi, Cinda si avvicina a Mabel con un'offerta di lavoro, ma Mabel rifiuta. Nel frattempo, Charles deve eseguire una canzone nello spettacolo, ma ogni volta che la prova, entra in "The White Room"; un luogo confortante nella sua mente, mentre il suo corpo agisce in modo inquietante senza che lui ne sia consapevole. Oliver pensa che ciò sia causato dalla pressione della sua ragazza, Joy, che va a vivere con lui, cosa per cui Charles non è pronto. Quando tenta di dirglielo, Charles entra di nuovo nella Stanza Bianca, riemergendo e scoprendo che ha fatto la proposta a Joy, mentre lei riconosce il rossetto del camerino di Ben come suo.
- Guest star: Gerald Caesar (Ty Wessex), Sas Goldberg (agente immobiliare), Tina Fey (Cinda Canning), Andrea Martin (Joy Payne), Don Darryl Rivera (Bobo Malone), Ashley Park (Kimber Min), Jason Veasey (Jonathan Bridgecroft).

## Ah, l'amore!
- Titolo originale: Ah, Love!
- Diretto da: Adam Shankman
- Scritto da: J. J. Philbin

### Trama
Mentre Oliver esce con Loretta, Mabel incontra Tobert in un ristorante per osservare Jonathan, sostituto di Ben e fidanzato di Howard. Lo vedono scambiare qualcosa con un uomo, che Tobert identifica come il medico di Ben. Nel frattempo, in seguito a un litigio tra Charles e Joy per il rossetto, Charles riceve la visita di Sazz, che gli offre una sessione di terapia improvvisata sui suoi problemi relazionali. Oliver e Loretta fanno una crociera in traghetto, ma Oliver è sorpreso quando Loretta chiama Ben un "fottuto maiale" e gli confessa di aver avuto una rissa con Ben la sera dell'inaugurazione. Joy spiega a Charles che ha semplicemente lasciato il rossetto nel camerino di Ben dopo avergli fissato un segno sul viso, che Charles rivela essere stato dovuto al fatto che aveva preso a pugni Ben per la sua rissa con Loretta. Charles rivela anche che la sua proposta è stata accidentale, causando la rottura di Joy con lui. Mabel riporta Tobert nel suo appartamento per mostrargli la sua bacheca di indizi e si baciano. Oliver e Loretta dormono insieme nel suo appartamento, dove poi trova un album pieno di ritagli di notizie su Ben.
- Guest star: Jane Lynch (Sazz Pataki), Jeremy Shamos (Dickie Glenroy), Jesse Williams (Tobert), Andrea Martin (Joy Payne), Jason Veasey (Jonathan Bridgecroft).

## Luce fantasma
- Titolo originale: Ghost Light
- Diretto da: Chris Koch
- Scritto da: Madeleine George

### Trama
Dopo che Howard afferma di aver visto il fantasma di un attore a teatro morto mentre recitava più di un secolo fa, il trio rivisita il teatro. Mabel ipotizza che il medico stia cercando di coprire le sue tracce. Oliver si offre volontario per confrontare la grafia del rossetto con quella del cast e finisce per trovare l'ex regista, Jerry, accovacciato in soffitta. Charles esprime scetticismo a Mabel riguardo al coinvolgimento di Tobert nelle indagini. Jerry racconta a Oliver della lotta tra Ben, Loretta e Charles. Mabel trova Tobert, che si è intrufolato nel teatro; i due affrontano Jonathan, che confessa di aver ottenuto lo stesso cocktail di farmaci usati da Ben per far fronte alla pressione di essere il protagonista, cosa che non ha mai voluto. Charles e Mabel trovano Oliver che cerca di strofinare il rossetto. Scoppia una discussione in cui Oliver accusa Charles di non essere disponibile riguardo al combattimento, costringendo Charles a lasciare lo spettacolo e interrompere la sua amicizia con Oliver. Oliver accusa Mabel di sabotare il suo spettacolo continuando a indagare, costringendola a rivelare l'offerta di Cinda, e lei se ne va giurando di continuare a indagare da sola.
- Guest star: Peter Bartlett (Jerry Blau), Jason Veasey (Jonathan Bridgecroft), Allison Guinn (K. T. Knoblauer), Jesse Williams (Tobert).

## Cobro
- Titolo originale: CoBro
- Diretto da: Cherien Dabis
- Scritto da: Ben Philippe e Jake Schnesel

### Trama
Durante una colazione con Uma, Charles nota che ha rubato il fazzoletto mancante dal cadavere di Ben. Tuttavia, lo vende a un acquirente sconosciuto prima che possa recuperarlo. Nel frattempo, Oliver sostituisce Charles con Matthew Broderick, ma presto lo licenzia e riassume il primo, infastidito dal metodo di recitazione di Broderick. Ad un'asta di oggetti personali di Ben, Dickie rivela a Mabel che i loro genitori e il mondo hanno sempre favorito Ben, nonostante Dickie ritenesse di essere lui il responsabile del suo successo. Tobert prende all'asta un disegno di CoBro ma notando la firma posta sotto si convince che sia stato Dickie ad avere l'idea dello spettacolo, dandogli un movente. Tobert convince Mabel e le fa registrare un nuovo episodio del podcast, abbandonando Charles e Oliver. All'insaputa del trio, viene rivelato che Dickie in lutto ha acquistato il fazzoletto da Uma.
- Guest star: Matthew Broderick (se stesso), James Caverly (Theo Dimas), Mel Brooks (se stesso), Linda Emond (Donna DeMeo), Jackie Hoffman (Uma Heller), Jeremy Shamos (Dickie Glenroy), Jesse Williams (Tobert), Jayne Houdyshell (Bunny Folger), Wesley Taylor (Clifford "Cliff" DeMeo).

## Prova all'italiana
- Titolo originale: Sitzprobe
- Diretto da: Shari Springer Berman e Robert Pulcini
- Scritto da: Pete Swanson e Siena Streiber

### Trama
I flashback rivelano che Dickie è il figlio biologico di Loretta, figlio a cui lei ha rinunciato dandolo in adozione per continuare la sua carriera e coltivare il suo sogno di diventare attrice, pur continuando a seguire a distanza il percorso di vita di suo figlio. Per riunirsi a Dickie ha quindi fatto un'audizione per la commedia di Oliver. Durante le prove del musical, decide di dirgli la verità in una lettera, ma arriva la polizia e chiude il teatro, affermando che l'assassino è qualcuno del cast o della troupe. Il trio si riappacifica e decide di lavorare di nuovo insieme per trovare l'assassino e salvare lo spettacolo. Mentre Charles e Oliver registrano segretamente gli interrogatori al cast del detective Williams, Mabel aiuta Howard a ricomporre un documento distrutto che potrebbe rivelare degli indizi. Loretta scopre che la polizia e il trio sospettano che Dickie sia l'assassino, cosa che lei rifiuta di credere. Charles e Mabel trovano la lettera nella borsa di Loretta; Oliver invece le restituisce l'album e le confessa il suo amore per lei. Mentre si prepara a eseguire la sua canzone, Loretta osserva la polizia avvicinarsi a Dickie, quindi si assume la colpa dell'omicidio di Ben per salvare suo figlio. Mentre viene condotta fuori dal teatro in manette, Oliver subisce un altro attacco di cuore e cade a terra.
- Guest star: Gerald Caesar (Ty Wessex), Linda Emond (Donna DeMeo), Ashley Park (Kimber Min), Noma Dumezweni (Maxine Spear), Allison Guinn (K. T. Knoblauer), Da'Vine Joy Randolph (Donna Williams), Jeremy Shamos (Dickie Glenroy), Jason Veasey (Jonathan Bridgecroft), Don Darryl Rivera (Bobo Malone), Wesley Taylor (Clifford "Cliff" DeMeo).

## Trenta
- Titolo originale: Thirty
- Diretto da: Cherien Dabis
- Scritto da: Elaine Ko

### Trama
Dopo la guarigione di Oliver, il trio scopre che Dickie ha un alibi per l'ora dell'omicidio di Ben e che quindi Loretta si è auto-accusata dell'omicidio inutilmente. Usando le loro conoscenze e gli indizi ottenuti, ricostruiscono gli ultimi trenta minuti prima che Ben morisse: Ben è arrivato a teatro in ritardo perché era con le sue amiche sarte che lo hanno aiutato a realizzare i fazzoletti che ha regalato al cast. Più tardi, ha sentito Loretta incoraggiare Dickie a lasciare la carica di manager a causa dello stress a cui era sottoposto Dickie, provocando una lite tra i fratelli. Ciò in seguito portò alla lotta tra Ben, Charles e Loretta. Un Ben sconvolto poi licenziò Tobert e si ritirò nel suo camerino dove mangiò un biscotto, ma, in colpa per la sua dieta, scrisse "Fucking Pig" sullo specchio per sé stesso. Howard consegna al trio il documento riassemblato che è una prima recensione negativa di Death Rattle, in cui si incolpa il protagonista della pessima riuscita dello spettacolo. Scoprendo il motivo dell'omicidio, concludono che Donna ha avvelenato il biscotto di Ben per salvare dal fallimento il primo spettacolo di Broadway di suo figlio Cliff. I tre allora corrono in tribunale per impedire a Loretta di dichiararsi colpevole, solo per scoprire che Donna è tra i testimoni.
- Guest star: Marylouise Burke (Trixie), Allison Guinn (K. T. Knoblauer), Wesley Taylor (Clifford "Cliff" DeMeo), Linda Emond (Donna DeMeo), Jeremy Shamos (Dickie Glenroy), Jesse Williams (Tobert).

## Si va in scena
- Titolo originale: Opening Night
- Diretto da: Jamie Habbit
- Scritto da: John Hoffman e Ben Smith

### Trama
Il trio ha intenzione di ottenere una confessione da Donna, ma ha bisogno di prove. Fortunatamente, Loretta ha ricevuto il fazzoletto mancante da Dickie. Attirata nell'ufficio del teatro, Donna ammette di aver avvelenato il biscotto di Ben. Dopo che le hanno mostrato il fazzoletto con il rossetto di Donna, dice di aver spinto anche Ben. Donna chiede che le sia permesso di vedere lo spettacolo prima di essere arrestata. Prima che lo spettacolo inizi, Howard dice a Oliver che Jonathon non può esibirsi, quindi Oliver sale sul palco come protagonista. Durante lo spettacolo, Loretta dice a Dickie che è sua madre. Mabel vede Donna parlare con Cliff, che poi va nella stanza di Jerry. Mentre Mabel lo insegue, si rende conto che Cliff, non Donna, ha spinto Ben. Non volendo andare in prigione, Cliff vuole buttarsi da sopra il palco, ma viene fermato da Donna. All'after-party dello spettacolo, Oliver legge la recensione assai lusinghiera di Maxine. Dickie, Loretta e Tobert hanno tutti degli imminenti progetti a Los Angeles, ma il trio decide di restare a New York, promettendo di visitarli. Sazz viene a festeggiare e dice a Charles che hanno bisogno di parlare. Mentre la festa continua, Charles dice che si sarebbe allontanato per prendere una bottiglia di vino pregiato ma, una volta entrato nel suo appartamento, un proiettile lo colpisce al petto attraverso la finestra, sparato da un cecchino sconosciuto.
Mentre i suoi amici lo cercano, Charles ricompare e viene mostrato che ad essere colpito non è stato lui, ma Sazz.
- Guest star: Matthew Broderick (se stesso), Gerald Caesar (Ty Wessex), Peter Bartlett (Jerry Blau), Linda Emond (Donna DeMeo), Allison Guinn (K. T. Knoblauer), Jane Lynch (Sazz Pataki), Jackie Hoffman (Uma Heller), Ashley Park (Kimber Min), Don Darryl Rivera (Bobo Malone), Wesley Taylor (Clifford "Cliff" DeMeo), Jesse Williams (Tobert), Jeremy Shamos (Dickie Glenroy), Jason Veasey (Jonathan Bridgecroft).